# Leeds International Classic 1994
De Leeds International Classic 1994 was de zesde editie van deze wielerkoers in Groot-Brittannië, die bij de vijf voorgaande edities door het leven ging als de Wincanton Classic. De wielerrace werd verreden op 14 augustus, in en rond Leeds, Engeland. De koers was 231 kilometer lang, en maakte deel uit van de strijd om de wereldbeker.

## Uitslag
| Leeds International Classic 1994 |                     |                       |            |
| Plaats                           | Naam                | Ploeg                 | Tijd       |
| Winnaar                          | Gianluca Bortolami  | Mapei-CLAS            | 6u 03' 29" |
| 2                                | Vjatsjeslav Jekimov | WordPerfect           | z.t.       |
| 3                                | Bo Hamburger        | TVM                   | + 0' 11"   |
| 4                                | Frankie Andreu      | Motorola              | z.t.       |
| 5                                | Laurent Dufaux      | ONCE                  | z.t.       |
| 6                                | Massimo Ghirotto    | ZG Mobili             | z.t.       |
| 7                                | Maximilian Sciandri | GB-MG Boy's           | z.t.       |
| 8                                | Gianni Faresin      | Lampre-ISD            | z.t.       |
| 9                                | Stephen Swart       | Motorola              | z.t.       |
| 10                               | Flavio Vanzella     | GB-MG Boy's           | + 0' 15"   |
|                                  |                     |                       |            |
| 19                               | Axel Merckx         | Team Deutsche Telekom | + 2' 59"   |
| 29                               | Maarten den Bakker  | TVM                   | + 4' 52"   |

1989 · 1990 · 1991 · 1992 · 1993 · 1994 · 1995 · 1996 · 1997